# Esparron (Var)
Pour les articles homonymes, voir Esparron.
Esparron, et à partir du 1er janvier 2026 Esparron-de-Pallières, est une commune française située dans le département du Var et la région Provence-Alpes-Côte d'Azur.

## Géographie

### Localisation
La commune d'Esparron est située dans le Haut-Var, au nord-ouest du département, dans une région de collines s'étageant entre 300 et 600 mètres d'altitude.
Elle est distante de 20,6 km de Saint-Maximin-la-Sainte-Baume et 39,4 de Brignoles.
Quatre Routes Départementales traversent la commune d'Esparron-de-Pallières :
- D561 (Rians - Varages) ;
- D70 (Ginasservis - Saint-Maximin-la-Sainte-Baume) ;
- D65 (Artigues - La Verdière) ;
- D470 (Saint-Martin-de-Pallières - La Verdière).

### Géologie et relief

#### Environnement
Le village est accroché à un flanc de colline orienté vers le nord-ouest, donc mal protégé des intempéries.

#### Risques naturels
La commune est classée en zone de sismicité 1A (très faible mais non négligeable). Le risque naturel majeur est celui des feux de forêts. La plus récente catastrophe naturelle subie par la commune date du 14 décembre 2008 (inondations et coulées de boue).

#### Protection
La commune est partiellement concernée par trois zones naturelles d'intérêt écologique, faunistique et floristique (ZNIEFF) type II :
- montagne d'Artigues ;
- bois de Mont Major ;
- plaine de la Verdière et de Ginasservis[2].

La commune est aussi concernée par le classement au titre de Natura 2000 de :
- la montagne Sainte-Victoire comme zone de protection spéciale (ZPS)[3] ;
- la montagne d'Artigues comme « site d'importance communautaire » (SIC)[4].

### Sismicité
Il existe trois zones de sismicités dans le Var : 
- zone 0 : risque négligeable. C'est le cas de bon nombre de communes du littoral varois, ainsi que d'une partie des communes du centre Var. Malgré tout, ces communes ne sont pas à l'abri d'un effet tsunami, lié à un séisme en mer ;
- zone Ia : risque très faible. Concerne essentiellement les communes comprises dans une bande allant de la Montagne Sainte-Victoire, au Massif de l'Esterel ;
- zone Ib : risque faible. Ce risque le plus élevé du département (qui n'est pas le plus haut de l'évaluation nationale), concerne vingt et une communes du nord du département.

La commune de Esparron est en zone sismique de très faible risque "Ia".

### Hydrographie et les eaux souterraines
Son centre se trouve sur un seuil géographique faisant communiquer le bassin de l'Abéou, affluent de la Durance, à l'ouest, et celui de l'Eau Salée, affluent de l'Argens, à l'est.
Cours d'eau traversant la commune :
- ruisseau de Malvallon.

### Climat
Pour des articles plus généraux, voir Climat de Provence-Alpes-Côte d'Azur et Climat du Var.
En 2010, le climat de la commune est de type climat méditerranéen altéré, selon une étude du Centre national de la recherche scientifique s'appuyant sur une série de données couvrant la période 1971-2000. En 2020, Météo-France publie une typologie des climats de la France métropolitaine dans laquelle la commune est exposée à un climat méditerranéen et est dans la région climatique Provence, Languedoc-Roussillon, caractérisée par une pluviométrie faible en été, un très bon ensoleillement (2 600 h/an), un été chaud (21,5 °C), un air très sec en été, sec en toutes saisons, des vents forts (fréquence de 40 à 50 % de vents > 5 m/s) et peu de brouillards.
Pour la période 1971-2000, la température annuelle moyenne est de 12,8 °C, avec une amplitude thermique annuelle de 16,4 °C. Le cumul annuel moyen de précipitations est de 774 mm, avec 5,8 jours de précipitations en janvier et 2,8 jours en juillet. Pour la période 1991-2020, la température moyenne annuelle observée sur la station météorologique de Météo-France la plus proche, « Varages », sur la commune de Varages à 9 km à vol d'oiseau, est de 14,3 °C et le cumul annuel moyen de précipitations est de 786,8 mm. 
La température maximale relevée sur cette station est de 44,5 °C, atteinte le 28 juin 2019 ; la température minimale est de −12,5 °C, atteinte le 2 mars 2005,,.
Les paramètres climatiques de la commune ont été estimés pour le milieu du siècle (2041-2070) selon différents scénarios d'émission de gaz à effet de serre à partir des nouvelles projections climatiques de référence DRIAS-2020. Ils sont consultables sur un site dédié publié par Météo-France en novembre 2022.

### Voies de communications et transports

#### Voies routières
La commune est traversée par la route départementale 561, qui relie Peyrolles, sur la Durance, à Barjols, partie de la seule transversale ouest-est du haut-Var. Secondairement, la D 70 relie Esparron à Ginasservis et Vinon-sur-Verdon au nord, et à Saint-Maximin au sud ; la D 65 relie Esparron à la Verdière.
L'autoroute A8 (Aix - Nice) est à 20 kilomètres au sud (échangeur de Saint-Maximin)
L'autoroute A51 (Marseille - Gap) est à 25 kilomètres au nord-ouest (échangeur de Cadarache).

#### Transports en commun
La gare de Meyrargues (sur la voie ferrée Marseille-Gap), est à 30 kilomètres à l'ouest.
La gare d'Aix-TGV est située à 60 kilomètres au sud ouest d'Esparron-de-Pallières.

### Communes limitrophes
|          | La Verdière et Ginasservis           |                            |
| Artigues | Esparron (de Pallières)              | Saint-Martin-des-Pallières |
|          | Ollières et Seillons-Source-d'Argens |                            |

## Urbanisme
La commune dispose d'un plan local d'urbanisme.

### Typologie
Au 1er janvier 2024, Esparron est catégorisée commune rurale à habitat dispersé, selon la nouvelle grille communale de densité à sept niveaux définie par l'Insee en 2022.
Elle est située hors unité urbaine. Par ailleurs la commune fait partie de l'aire d'attraction de Marseille - Aix-en-Provence, dont elle est une commune de la couronne,. Cette aire, qui regroupe 115 communes, est catégorisée dans les aires de 700 000 habitants ou plus (hors Paris),.

### Occupation des sols
L'occupation des sols de la commune, telle qu'elle ressort de la base de données européenne d’occupation biophysique des sols Corine Land Cover (CLC), est marquée par l'importance des forêts et milieux semi-naturels (76,9 % en 2018), une proportion identique à celle de 1990 (76,9 %). Cette proportion est identique à celle de 1990 (76,9 %). La répartition détaillée, en 2018, est la suivante : 
forêts (55,5 %), zones agricoles hétérogènes (20,9 %), espaces ouverts, sans ou avec peu de végétation (13,9 %), milieux à végétation arbustive et/ou herbacée (7,6 %), terres arables (2,1 %). L'évolution de l’occupation des sols de la commune et de ses infrastructures peut être observée sur les différentes représentations cartographiques du territoire : la carte de Cassini (XVIIIe siècle), la carte d'état-major (1820-1866) et les cartes ou photos aériennes de l'IGN pour la période actuelle (1950 à aujourd'hui).

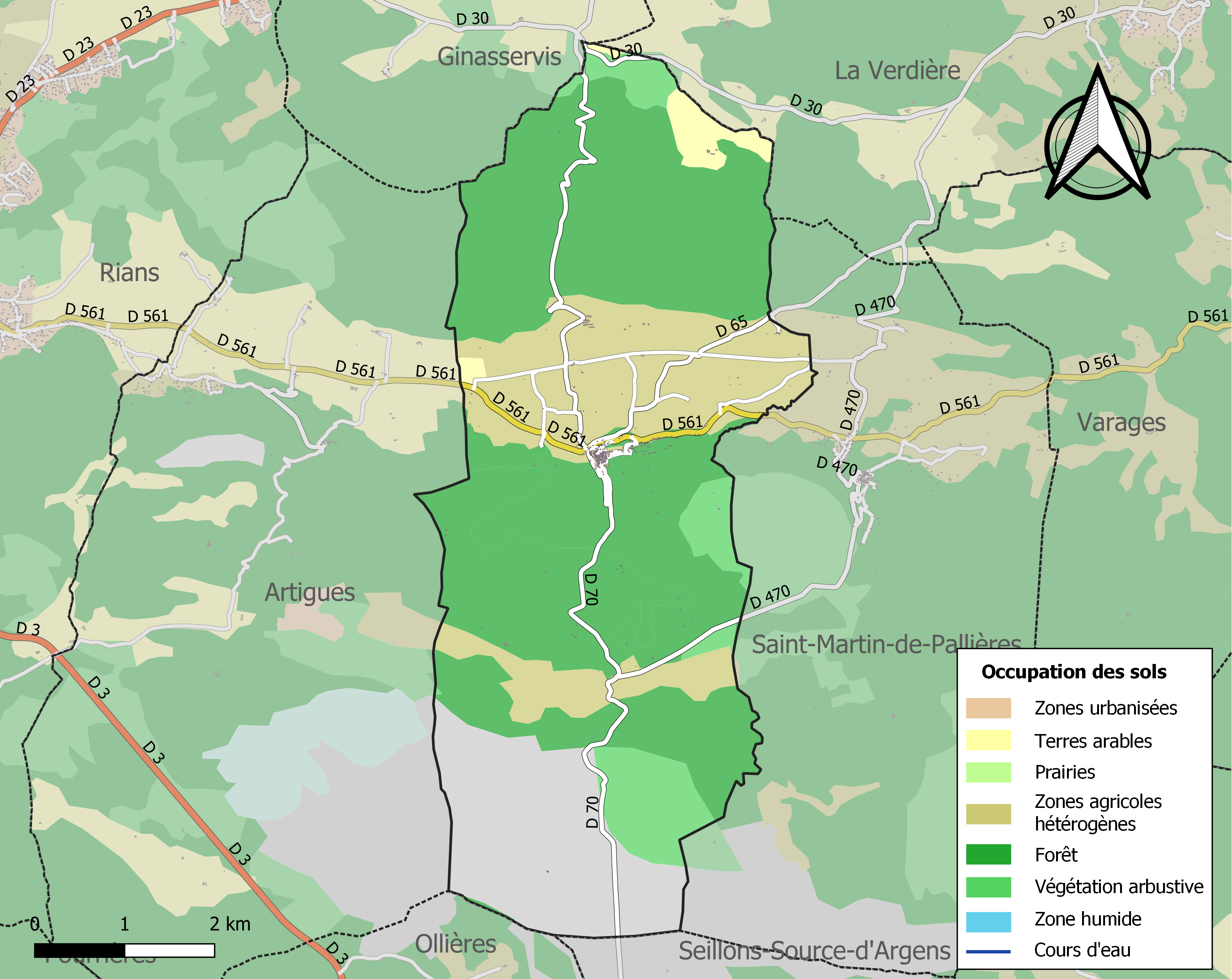
Carte des infrastructures et de l'occupation des sols de la commune en 2018 (CLC).

### Intercommunalité
La commune est membre de la Communauté de communes Provence Verdon et du Pays de la Provence Verte.

## Histoire
Le développement d'Esparron suit un schéma classique que l'on retrouve dans de nombreux autres villages perchés de Provence.
- La présence humaine est attestée sur le site dès l'époque préhistorique[21], dans la vallée de Vances (qui relie Rians à Saint-Martin).
- Divers camps celto-ligures couronnaient alors les collines avoisinantes : à Montmajour, à Artigues ainsi que sur la commune de Saint-Martin.
- Vient, ensuite, la colonisation romaine. La vallée de Vances se trouve à proximité de la voie reliant Aix-en-Provence à Riez. Une villa s'installe alors aux abords du site actuel de la chapelle Notre-Dame du Revest. La chapelle renferme deux inscriptions des premiers siècles apr. J.-C.  Ces inscriptions attestent d'une occupation gallo-romaine.
- Sur le site de la villa est créé un monastère. Ce monastère est dévasté par les païens disent les textes du XIe siècle. Il s'agit sans doute des invasions sarrasines. Autour de l'an mil, il est reconstruit, au moment de la libération de la Provence du joug maure.
- On assiste à cette époque à un profond mouvement de création de points forts, de refuges sur les hauteurs. La première mention du « castrum de Sparrone » date de 1025[22]. Esparron est alors partagé en deux seigneuries : un fief ecclésiastique autour du monastère Notre-Dame, appartenant à Saint-Victor de Marseille, et une seigneurie laïque appartenant à Geoffroy de Rians et à son frère Hugues des Baux.
- Au cours du XIe siècle, le monastère reçoit un certain nombre de donations qui sont parfois des redditions. On a en effet bien du mal à libérer l'Église de la tutelle des laïcs. En 1177[23], pour conforter leur seigneurie qui représente environ le tiers des terres arables, les moines font venir les habitants du Revest, une villa située entre Esparron et Rians. Un bourg castral se développe ainsi sur les hauteurs de l'actuelle chapelle Notre-Dame du Revest au XIIe siècle[24]. L'indication de la date de naissance de cet habitat parait dans une charte de 1177 par Alphonse II d'Aragon. Une seconde communauté d'habitants est de ce fait fondée à Esparron aux côtés du castrum. Les textes la mentionnent sous le nom de « Bastida Sparroni »[25]. C'est l'époque d'émergence des bastides, c'est-à-dire des habitats groupés intercalaires. De la même époque date la création de la bastide du Prévôt sur le territoire de Barjols et celle de la bastide de Pontevès sur celui de Pontevès.
- Au début du XIVe siècle, la population d'Esparron peut être estimée, d'après des documents fiscaux, à 240 habitants. Celle du Revest est quant à elle estimée à environ 50 habitants.
- Cette région est très fortement atteinte par la Grande Peste de 1348 (Début de la deuxième pandémie : XIVe siècle). Le Val de Rians perd entre 50 et 30 % de sa population. Les chiffres avoisinent 40 % pour les petites unités humaines. Le Revest disparaît peu après. Dans le premier quart du XVe siècle, l'église est en ruine et désaffectée ; le lieu est depuis inhabité. Esparron a ressenti également durement le choc. En 1471, on ne comptait plus que 70 habitants.
- Mais la reprise démographique ne tarde pas à se faire jour. Celle-ci est fulgurante puisqu'on compte près de 400 habitants en 1518. Les transactions répétées entre seigneurs et communauté en attestent. Il faut régler les conflits d'utilisation de l'espace. Car, avec la dépopulation, les seigneurs ont développé considérablement l'élevage ovin, profitant des terres abandonnées. Esparron et les villages alentour sont dès lors des lieux d'hivernage d'importants troupeaux. On dénombre plus de 7000 têtes regroupées à Esparron en 1425[26]. Avec le retour des hommes, les besoins en terre augmentent. Avec l'accroissement de la population du village, l’église paroissiale devient quant à elle trop petite. Elle est, de surcroit, en mauvais état. On pense, donc logiquement à l'agrandir en 1546.

### La bataille d'Esparron (15 et 16 avril 1591)
Bataille entre les forces royalistes commandées par Lesdiguières et La Valette et les troupes de la Ligue et du duc de Savoie.

### Seigneurs d'Esparron
Au début du XIe siècle, nous connaissons Geoffroy de Rians et Hugues des Baux. Puis le fief passe à la famille des vicomtes d'Esparron, alliée à celle des vicomtes de Marseille.
Véran Sclaponi, juge de Toulon et de Hyères (1335), Maître rational (1368 ; 1388), était professeur en droit en 1335, noble, originaire de Barjols et coseigneur d'Esparron-de-Pallières. Il était conseiller du roi, en 1363. Il épousa, le 5 janvier 1367, Catherine d'Esparron, fille de Gui, coseigneur d'Esparron-de-Pallières et de Béatrix de Barras. Il acheta plusieurs biens à Esparron-de-Pallières au noble Rostaing de Riancio. Au XIVe siècle, elle est possédée par moitié par les Vicomtes et par les Esparron. La moitié des Esparron passe aux Esclapon en 1367 puis aux Arcussia en 1466. L'autre moitié est, après transmission par mariage et par vente, rachetée par Charles d'Arcussia à ses différents propriétaires dans les années 1610. Les Arcussia rachètent ensuite la seigneurie ecclésiastique au chapitre de Grignan en 1673.
- La famille d'Arcussia conserve Esparron de 1466 à 1758. Originaire du royaume de Naples, les membres de cette famille ont remplis de hautes fonctions. Un des leurs a ainsi commandé la flotte de Frédéric Barberousse. François et son fils Jacques, sont successivement secrétaires de la reine Jeanne. Celle-ci, pour les remercier, donne à Jacques la terre de Tourves. Son fils, Jean, épouse en 1377 une nièce de Saint Elzéar.
- C'est vers 1554 que naît Charles d'Arcussia[31]. Il a été 1er Consul d'Aix et procureur-né du Pays de Provence en 1596 et 1619. Il a ensuite exercé les fonctions de député de la ville d'Aix aux États de Provence en 1597. Grand amateur de chasse au faucon, il a laissé trois principaux ouvrages sur la fauconnerie :

- Le premier ouvrage est dédié à Henri IV en 1598. Les éditions suivantes seront dédiées à Louis XIII. Ce dernier nomma Charles d'Arcussia de Caprée, gentilhomme ordinaire de la chambre du Roi. C'est la partie technique.  - Le deuxième ouvrage, dédié à monseigneur du Vair, garde des Sceaux, contient la Conférence des Fauconniers ou récits de chasse.  - Le troisième ouvrage est écrit à la fin de ses jours sous forme de lettres pleines de considérations morales et de sentiments chrétiens.  Voici un extrait de la plus connue de ses lettres : « J'ai autrefois appris d'un bon vieillard et capable chasseur que les hommes de notre âge (les septuagénaires) doivent avoir sur eux trois choses :  - La première, un petit horloge sonnant ; 
- La seconde, un miroir ;  - Et la tierce, un chapelet. La première pour compter les heures et les bien employer ; l'autre, pour voir le changement et le déclin qui se trouve en nous ; la tierce, pour élever notre esprit et nous souvenir de notre fin, puisqu'en cette vis nous ne faisons que passer ».
Si Charles d'Arcussia était particulièrement compétent pour la chasse au faucon, il excellait également dans un autre art. En effet, de son mariage avec Marguerite de Forbin, naquirent quinze garçons et sept filles. On ne peut pas conclure sur Charles d'Arcussia sans citer son rôle dans la journée d'Esparron en 1591. Nous sommes alors en pleines guerres de Religion. Sans entrer dans le détail des opérations, il faut souligner qu'il aida fortement les troupes royales à prendre Esparron, le village étant alors tombé aux mains des Ligueurs. Ces derniers ne voulaient pas reconnaître pour roi Henri IV qui n'était pas encore converti au culte catholique.
- Les générations de d'Arcussia se sont succédé jusqu'au dernier du nom[33], Charles Joseph. Il vend en 1758 la terre d'Esparron à Joseph François de Lordonné pour la somme de 300 000 livres (à savoir qu'une journée de manœuvre coûtait 1 livre). 68 000 livres sont payées comptant. 102 000 livres sont données sous forme de trois capitaux à rente de 5 % sur les États de Provence. Les 130 000 restantes ne seront versées qu'après le décès du vendeur et de sa femme. Seuls les intérêts seront perçus entre-temps.
- Avec les Lordonné, une famille de juristes entre à Esparron. Cette famille est apparentée à des membres de la Cour des Comptes puis à des membres du Parlement d'Aix. Par son mariage avec Angélique de Vacon, la sœur de l'évêque d'Apt, Joseph François de Lordonné devient en effet gendre, neveu, cousin et beau-frère de Conseillers aux Comptes. À la génération suivante, Louis François est conseiller à la Cour des Comptes en 1750. Et Catherine, sa sœur, épouse Pierre Symphorien Pazéry de Thorame, Conseiller au Parlement, seigneur de Pourcieux qui a reconstruit le château de Pourcieux. Joseph Hilarion de Lordoné, petit-fils de l'acquéreur d'Esparron, quant à lui, entre au Parlement en 1781. C'est donc une famille de noblesse de robe qui vit à Esparron à la fin du XVIIIe siècle.
- Les 1 200 hectares que représentaient la seigneurie, le château, les diverses bastides ont donc coûté aux Lordoné 300 000 livres. Il est difficile de préciser d'où provient une pareille somme. Il semble que les Lordoné aient recueillis une partie de la succession des Cymon. Également une partie de celle des Vacon. Deux familles sont la branche apparentée aux Lordoné tombe en quenouille vers 1750-1760. Les Vacon étaient propriétaires d'un clos à Marseille qui deviendra la rue Vacon. Peut-être les Lordoné ont-ils réalisé une partie de ces biens. En tous cas, si la situation financière des Lordoné paraît confortable au moment de l'achat d'Esparron, elle va s'améliorer encore par le mariage de Louis François Antoine avec Thérèse Madeleine Allègre. Fille d'un négociant Marseillais, elle lui apporte une dot de 151 000 livres, somme très importante si on la compare aux dots données dans de nombreuses autres familles de la noblesse provençale.
- Les Lordoné n'ont pas seulement acquis Esparron. Ils y ont fait d'importants aménagements. Ce sont eux qui ont construit l'aile principale, ou tout du moins, l'ont complètement réaménagée au goût du jour en partant de l'infrastructure du vieux château. Ce vieux château aux allures de forteresse, mal connu, qui aux époques de troubles accroît sa capacité de défense, tel vers 1374, moment où la communauté des habitants propose de contribuer pour les 2/3 à la construction de deux tours, en échange du refuge en cas de guerre. Ce vieux château apparaît dans une transaction de 1508 en deux parties quasi-ruinées, séparées par un espace libre où l'on doit construire une prison en forme de tour. Ce vieux château, certainement réaménagé par les Arcussia au fil des temps, compte une aile ouest datant du XVIe siècle. Dans la seconde moitié du XVIIIe siècle, il fut aménagé par les Lordoné. Si l'extérieur est très sobre, tous les efforts sont portés sur l'intérieur. Au rez-de-chaussée, les pièces de réception ; à l'étage, desservie par une galerie ornée des portraits des ancêtres, une série d'appartements avec leur chambre, leur cabinet, le bouge, la chambre ou domestique, le tout orné de gypseries. Ces aménagements dénotent une nouvelle conception de l'habitat à la recherche d'une plus grande intimité, d'une plus grande autonomie, sans rompre pourtant avec la coexistence nécessaire des générations. Cette coexistence est prévue dans les contrats de mariage. Le père de Louis François Antoine de Lordoné promet de loger et nourrir dans sa maison les futurs époux en payant annuellement à la demoiselle Allègre, 1 200 livres pour ses habits et menus plaisirs, et 2 000 livres à son fils. Le cas d'insupport est également prévu. Alors, la pension sera portée à 8 000 livres. On vivra de façon très autonome, mais toujours sous le même toit. L'agencement de l'espace intérieur avec ses multiples appartements témoigne de la complexité de la structure de la famille qui reconstruit et habite le château d'Esparron.
- Vient la Révolution. Joseph François, l'acquéreur, est mort en 1780. Un an après meurt son fils Louis François Antoine. Joseph Hilarion Mathieu, son petit-fils meurt en 1790 à 33 ans. Ce sont donc les femmes qui vont vivre la révolution à Esparron, et en particulier Thérèse Madeleine Allègre. Sa belle fille étant mineure, c'est donc elle qui devient tutrice de sa petite fille Cécile, née en 1789. Elle voit l'avoir de sa petite fille diminué. Malgré une gestion ferme, elle a été obligée de dépenser près de 300 000 livres pour payer des intérêts ou rentes dus par son fils ou à sa belle-fille, pour les réparations aux diverses propriétés et pour les contributions patriotiques qui furent lourdes pendant la Révolution. Thérèse Madeleine Allègre fut inquiétée à l'automne 1792 et en avril 1793. En effet, elle dut pour assurer sa tranquillité, payer tout ce qu'on lui demandait. Le portail du château fut démoli ainsi que les armoiries. Ses neveux par alliance, enfants de Catherine de Lordoné et de Pierre Symphorien Pazéry de Thorame, tous deux prêtres ayant refusé de prêter serment à la Constitution civile du clergé, furent immolés à Paris aux Carmes, le 2 septembre 1792.
- En 1810, Cécile de Lordoné épousa Antoine Marie Louis de Sinéty, chef de bataillon des volontaires royaux[34], issu d'une famille originaire d'Apt, dont les membres servirent dans l'armée au XVIIIe siècle. Il introduisit dans la région la culture du sainfoin, le mûrier et l'élevage de vers à soie. Ils eurent six enfants dont un prêtre et une religieuse.
- Leurs fils Alphonse Marie, comte de Sinéty, épousa en 1836, Marie Sophie d'Espagnet, et fut conseiller général du Var et maire d'Esparron. À sa mort, la propriété fut partagée entre ses quatre fils.
- Le cadet, Georges, la reconstitua en partie grâce à un legs de son oncle Augustin d'Espagnet. Ingénieur civil des Mines, il fit d'Esparron sa résidence habituelle et se consacra à la mise en valeur du domaine. Il fallait après, le phylloxera, reconstituer le vignoble. Il mena des expériences de greffage sur plans américains. Il expérimentera divers cépages avec le souci de faire profiter de ses découvertes, les habitants d'Esparron. Il avait épousé Élisabeth de Lyle Taulane.
- Sa nièce par alliance, Germaine de Jerphanion, reprit Esparron en 1918[35],[36].

## Politique et administration
| Période                                  | Période   | Identité                | Étiquette | Qualité                |
| ---------------------------------------- | --------- | ----------------------- | --------- | ---------------------- |
| Les données manquantes sont à compléter. |           |                         |           |                        |
| 1947                                     | 1985      | Edouard de Jerphanion   |           | Viticulteur            |
| 2001                                     | mars 2008 | André Verne             |           |                        |
| mars 2008                                | mai 2009  | Jean-Yves Corrao        |           | Gendarme à la retraite |
| mai 2009                                 | mai 2020  | Martine Rebuffat-Arrizi |           |                        |
| mai 2020                                 | En cours  | Christian Ghinamo       |           |                        |

## Population et société

### Démographie

#### Pyramide des âges
Avec 371 habitants au recensement de 2019, la commune se classe au 133e des 153 communes du département du Var.
L'évolution du nombre d'habitants est connue à travers les recensements de la population effectués dans la commune depuis 1793. Pour les communes de moins de 10 000 habitants, une enquête de recensement portant sur toute la population est réalisée tous les cinq ans, les populations de référence des années intermédiaires étant quant à elles estimées par interpolation ou extrapolation. Pour la commune, le premier recensement exhaustif entrant dans le cadre du nouveau dispositif a été réalisé en 2004.

En 2022, la commune comptait 370 habitants, en évolution de +6,02 % par rapport à 2016 (Var : +4,98 %, France hors Mayotte : +2,11 %).
| 1793 | 1800 | 1806 | 1821 | 1831 | 1836 | 1841 | 1846 | 1851 |
| ---- | ---- | ---- | ---- | ---- | ---- | ---- | ---- | ---- |
| 600  | 515  | 578  | 620  | 562  | 561  | 522  | 482  | 521  |

| 1856 | 1861 | 1866 | 1872 | 1876 | 1881 | 1886 | 1891 | 1896 |
| ---- | ---- | ---- | ---- | ---- | ---- | ---- | ---- | ---- |
| 504  | 531  | 502  | 431  | 410  | 416  | 371  | 364  | 367  |

| 1901 | 1906 | 1911 | 1921 | 1926 | 1931 | 1936 | 1946 | 1954 |
| ---- | ---- | ---- | ---- | ---- | ---- | ---- | ---- | ---- |
| 346  | 310  | 284  | 267  | 265  | 240  | 217  | 197  | 205  |

| 1962 | 1968 | 1975 | 1982 | 1990 | 1999 | 2004 | 2006 | 2009 |
| ---- | ---- | ---- | ---- | ---- | ---- | ---- | ---- | ---- |
| 205  | 204  | 159  | 192  | 175  | 183  | 218  | 223  | 313  |

| 2014 | 2019 | 2022 | - | - | - | - | - | - |
| ---- | ---- | ---- | - | - | - | - | - | - |
| 344  | 371  | 370  | - | - | - | - | - | - |

### Logement
En 2004, la commune comptait 229 logements, dont 45 % étaient des résidences principales, pour la plupart des maisons, comportant au moins trois pièces, et en majorité construites avant 1949. Les trois-quarts des habitants étaient propriétaires de leur logement.
Près des deux-tiers des habitants résident dans la commune depuis plus de cinq ans, et la moitié depuis plus de dix ans (ancienneté moyenne : dix-sept ans).

### Enseignement
Établissements d'enseignements :
- écoles maternelles et primaires à Saint-Martin-des-Pallières, Rians ;
- collèges à Barjols, Saint-Maximin-la-Sainte-Baume, Vinon-sur-Verdon ;
- lycées à Saint-Maximin-la-Sainte-Baume.

### Santé
Professionnels et établissements de santé :
- médecins à Rians, La Verdière, Ginasservis, Varages ;
- pharmacies à Rians, Varages, Barjols ;
- hôpitaux à Brignoles, Aix-En-Provence.

### Cultes
- Culte catholique, paroisse paroisse de Rians[44], Diocèse de Fréjus-Toulon.

### Budget et fiscalité 2020
En 2020, le budget de la commune était constitué ainsi :
- total des produits de fonctionnement : 397 000 €, soit 1 100 € par habitant ;
- total des charges de fonctionnement : 278 000 €, soit 771 € par habitant ;
- total des ressources d'investissement : 17 000 €, soit 47 € par habitant ;
- total des emplois d'investissement : 16 000 €, soit 44 € par habitant ;
- endettement : 11 000 €, soit 29 € par habitant.

Avec les taux de fiscalité suivants :
- taxe d'habitation : 15,14 % ;
- taxe foncière sur les propriétés bâties : 14,00 % ;
- taxe foncière sur les propriétés non bâties : 60,82 % ;
- taxe additionnelle à la taxe foncière sur les propriétés non bâties : 0,00 % ;
- cotisation foncière des entreprises : 0,00 %.

Chiffres clés Revenus et pauvreté des ménages en 2018 : médiane en 2018 du revenu disponible, par unité de consommation : 18 780 €.

## Économie
D'après les données de l'INSEE, en 2004, les 218 habitants se répartissaient en :
- 71 actifs, dont seize chômeurs ;
- 81 retraités et préretraités ;
- 66 autres inactifs, dont onze élèves ou étudiants.

### Entreprises et commerces
La mairie recense 42 entreprises, exploitants ou artisans sur la commune, dont seize dans l'agriculture et douze dans la construction ou l'immobilier.

#### Agriculture
La commune d'Esparron est située dans la zone de production de l'huile d'olive de Provence AOC.

#### Tourisme
- Chambres d'hôtes autour d'Esparron.

#### Commerces
- Bistrot école[47].

### Tendances politiques
À l'élection présidentielle de 2007, Nicolas Sarkozy est arrivé en tête au premier tour avec 33 % des voix devant Ségolène Royal (20 %), Jean-Marie Le Pen et François Bayrou (15 %). Au second tour il a obtenu 60 % des suffrages (contre 53 % au niveau national), avec un taux de participation supérieur à 91 % (taux national 84 %).
Aux élections européennes de 2009, la liste Front national présentée par Jean-Marie Le Pen est arrivée en tête des votes exprimés (22 sur 104), devant la liste « Changer l'Europe maintenant avec les socialistes » conduite par Vincent Peillon (PS, 20 voix). La liste « Quand l'Europe veut, l'Europe peut - Majorité Présidentielle - UMP - Nouveau Centre - La Gauche moderne » a obtenu 17 voix, et la liste « Europe Écologie avec Daniel Cohn-Bendit, Eva Joly et José Bové » 12. Le taux d'abstention était de 51 %.

## Culture locale et patrimoine

### Lieux et monuments

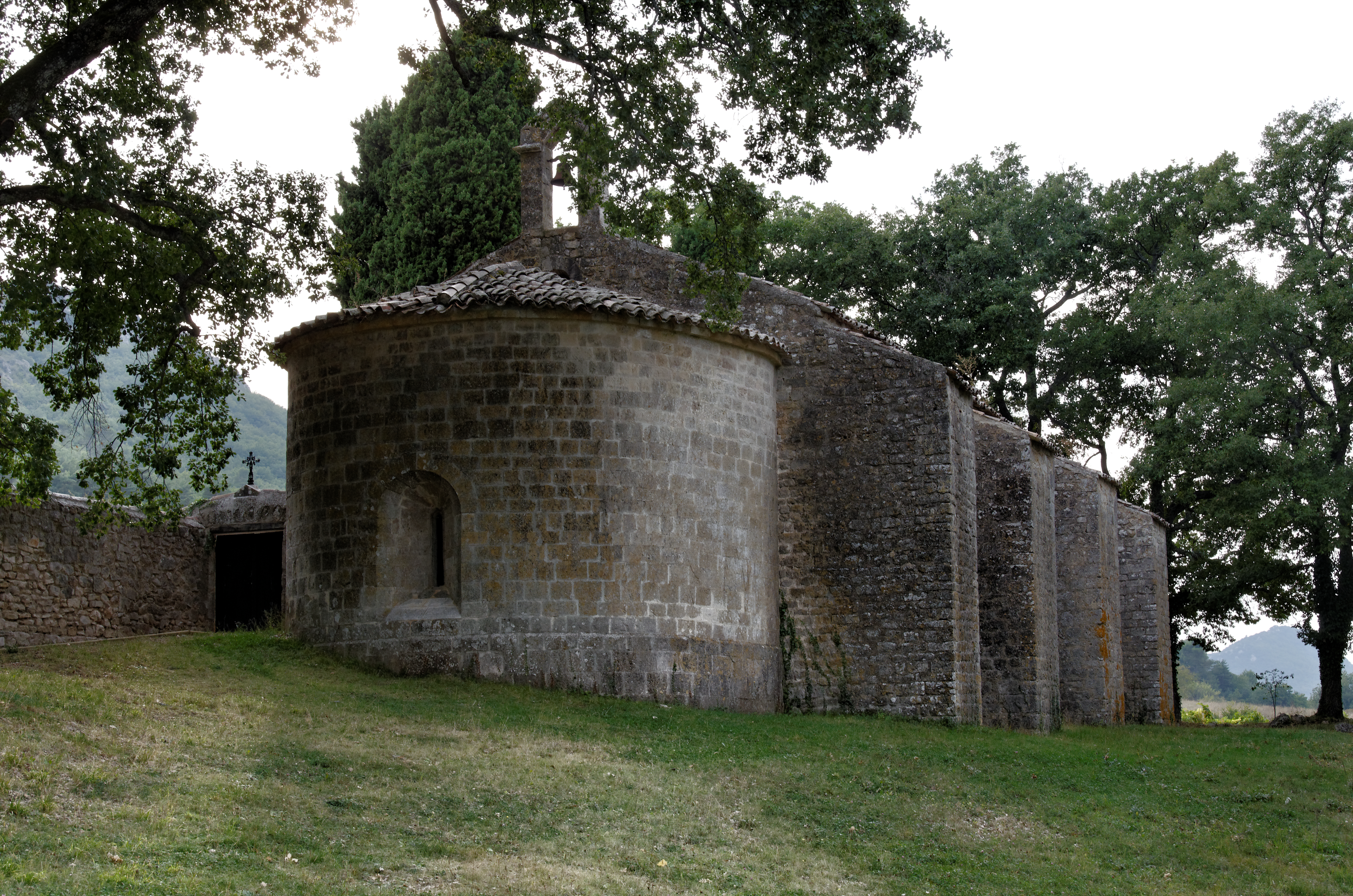
La chapelle Notre-Dame du Revest.
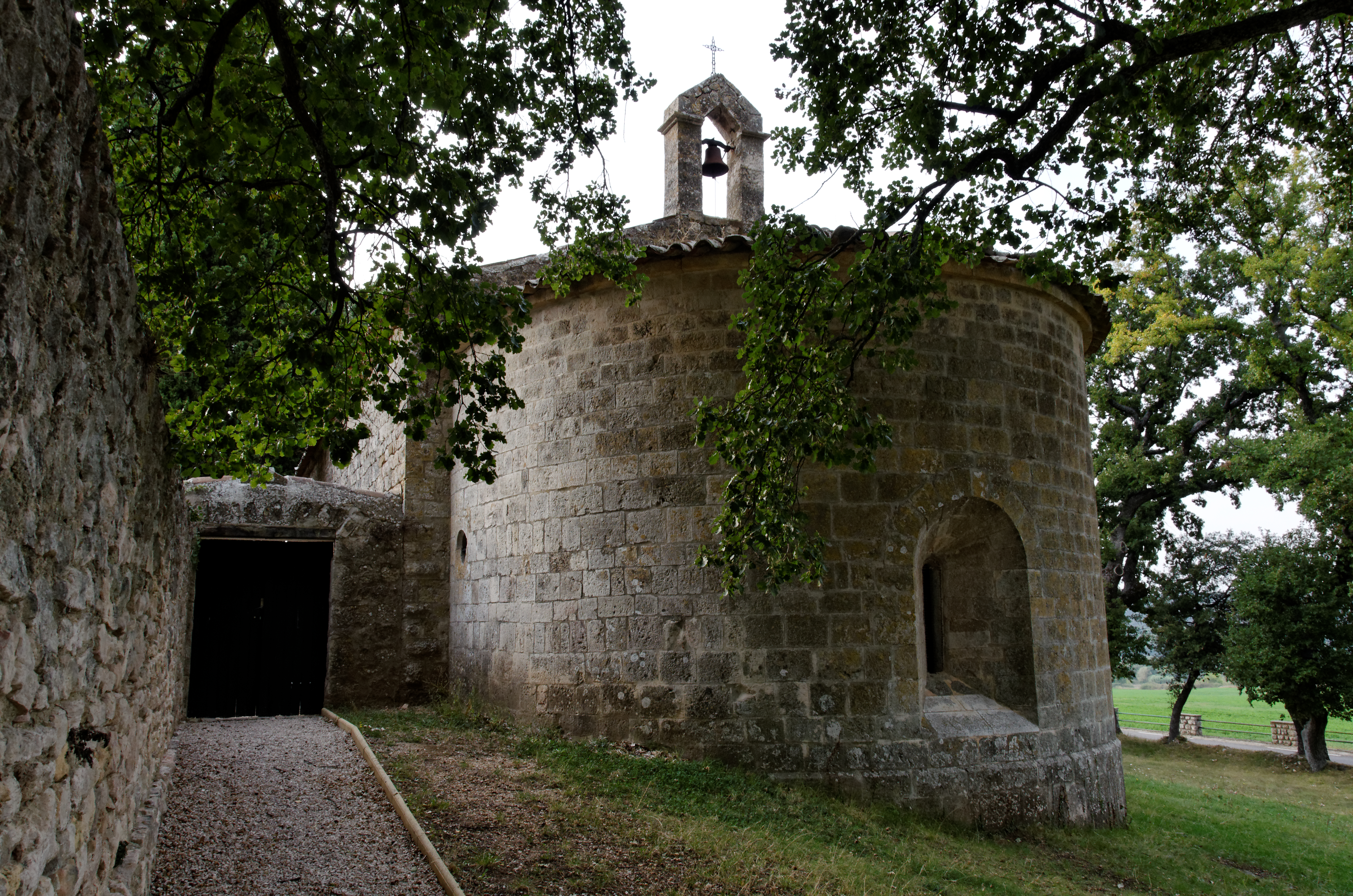
Abside de la chapelle Notre-Dame du Revest[48].
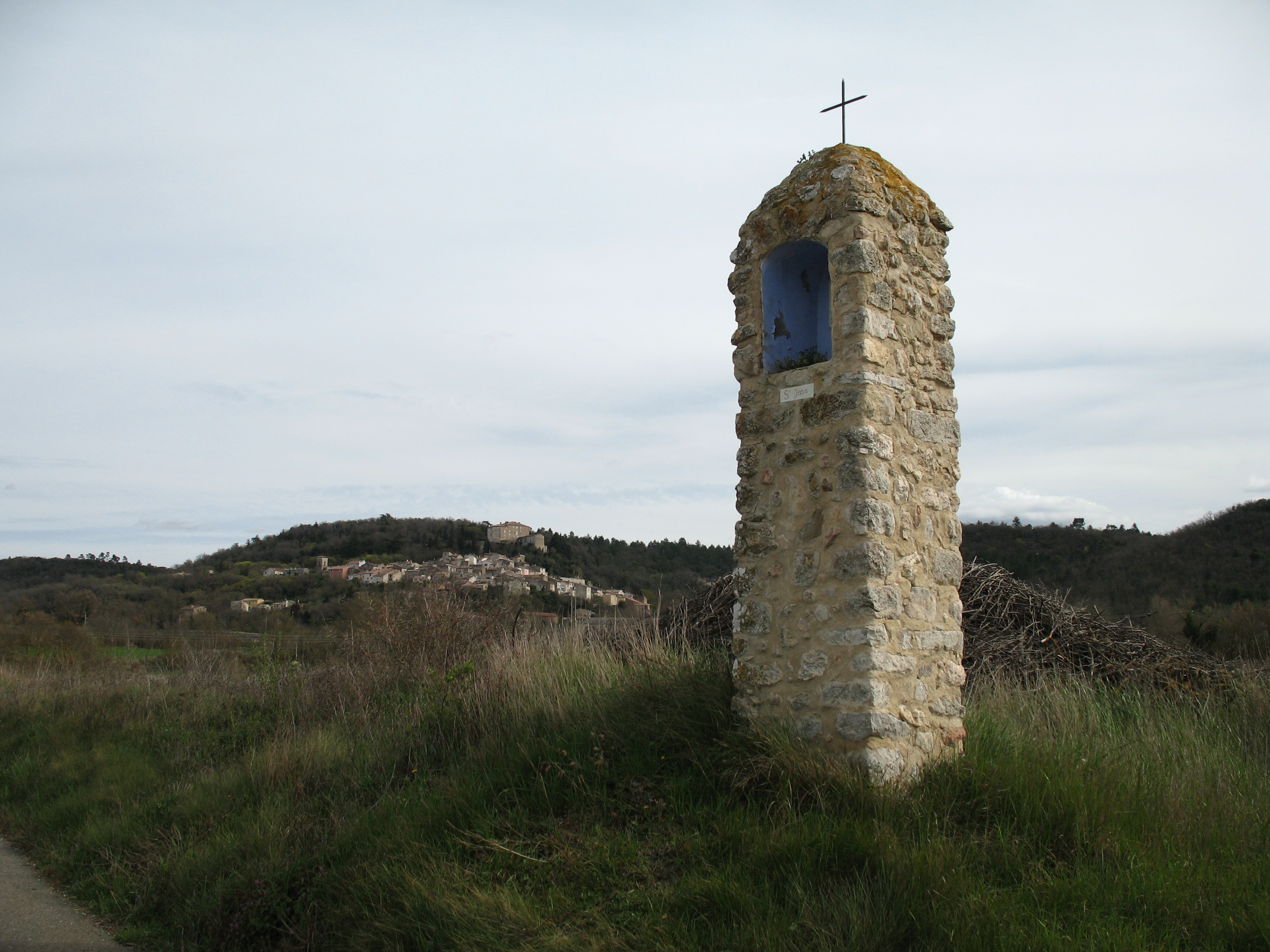
Oratoire Saint Jean.
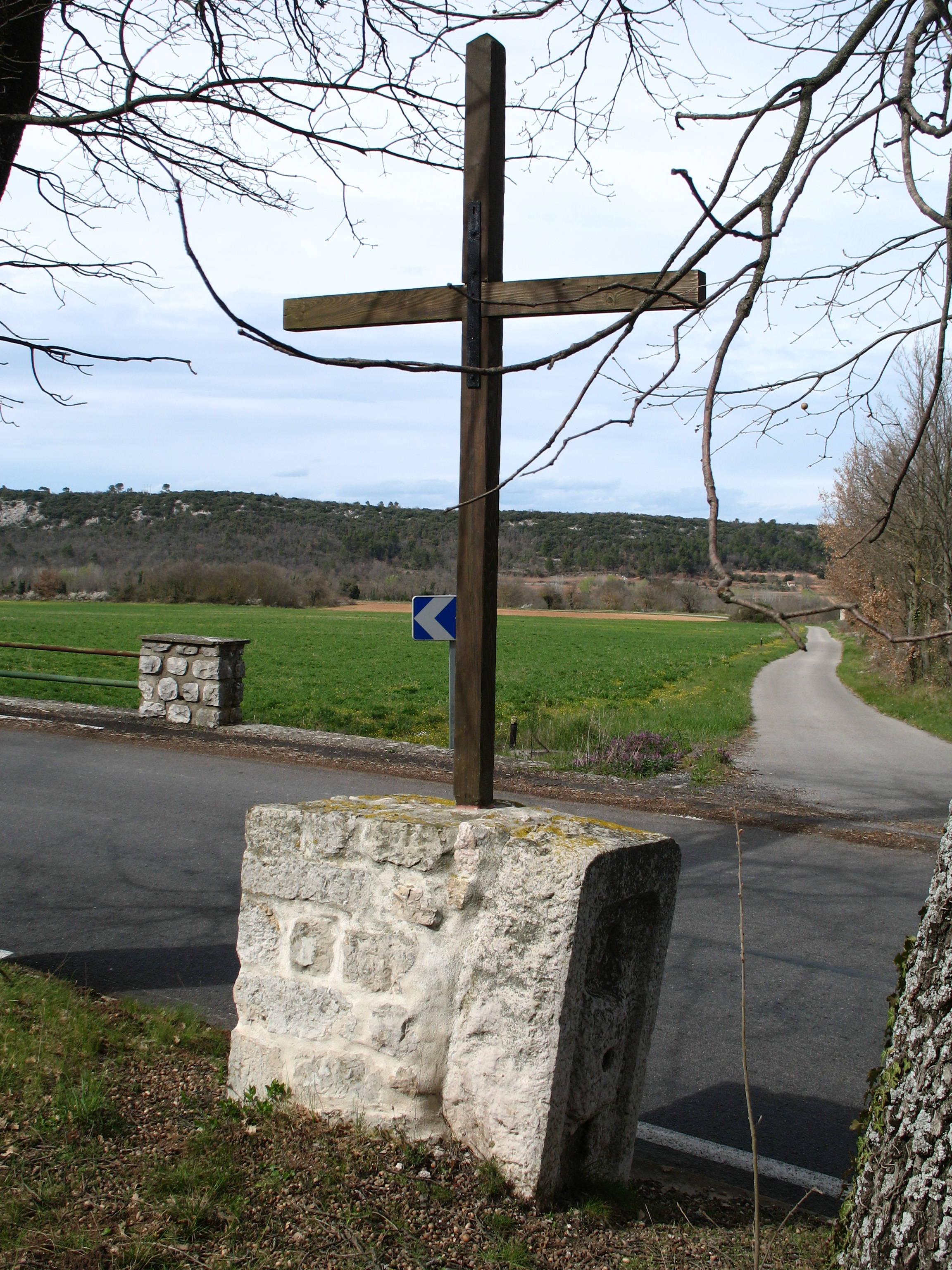
Croix N.D du Revest

- Château des XVIe et XVIIIe siècles, inscrit sur l'Inventaire supplémentaire des monuments historiques[49].
- L'église Notre-Dame de l'Assomption ou Sainte-Agathe[50],[51]. Dans la chapelle Notre-Dame-du-Rosaire se trouve le retable avec le tableau Vierge du Rosaire peint par François Valisset, peintre d'Aix-en-Provence, à la demande de Marguerite de Forbin, veuve de Charles d'Arcassia, seigneur du lieu. Le tableau a été commandé en février 1628, un mois après la mort de Charles d'Arcassia. Il est représenté en donateur avec son épouse[52].
- Chapelle Notre-Dame du Revest, début du XIIe siècle, inscrite sur l'Inventaire supplémentaire des monuments historiques[53] et située dans un site classé[54] et sa cloche (qui a été volée en 2019)[55],[56].
- De nombreux oratoires.
- Monument aux morts : obélisque, croix de guerre[57] et exposition de photographies[58].
- Fontaines et lavoirs[59].
- L'ancien bastidon.

### Personnalités liées à la commune
- Honorat Rambaud (1516-1586).
- Joseph-Hilarion-Mathieu de Lordoné d'Esparron (1757-1790).
- L'Abbé Eude[60].

### Héraldique
|  | Les armoiries de Esparron se blasonnent ainsi : D'argent au lion de gueules accompagné à dextre de ESPA et à senestre de RRON en fasce en lettres capitales de sable |